# Liste des sénateurs canadiens nommés par la Proclamation royale de 1867
Voici la liste des sénateurs du Canada désignés par la Proclamation royale de 1867.

## Nouveau-Brunswick
|  | Nom                   | Parti                | Division sénatoriale | Date de nomination | Décès ou démission |
|  | --------------------- | -------------------- | -------------------- | ------------------ | ------------------ |
|  | Amos Edwin Botsford   | Conservateur         | Nouveau-Brunswick    | 23 octobre 1867    | 22 mars 1894       |
|  | John Ferguson         | Conservateur         | Bathurst             | 23 octobre 1867    | 21 août 1888       |
|  | Robert Leonard Hazen  | Conservateur         | Nouveau-Brunswick    | 23 octobre 1867    | 15 août 1874       |
|  | Abner Reid McClelan   | Libéral              | Nouveau-Brunswick    | 23 octobre 1867    | 9 décembre 1896    |
|  | Peter Mitchell        | Libéral-conservateur | Nouveau-Brunswick    | 23 octobre 1867    | 13 juillet 1872    |
|  | William Hunter Odell  | Conservateur         | Rockwood             | 23 octobre 1867    | 25 juillet 1891    |
|  | John Robertson        | Libéral              | Nouveau-Brunswick    | 23 octobre 1867    | 3 août 1876        |
|  | William Henry Steeves | Libéral              | Nouveau-Brunswick    | 23 octobre 1867    | 9 décembre 1873    |
|  | David Wark            | Libéral              | Nouveau-Brunswick    | 23 octobre 1867    | 20 août 1905       |
|  | Robert Duncan Wilmot  | Conservateur         | Nouveau-Brunswick    | 23 octobre 1867    | 10 février 1880    |

## Nouvelle-Écosse
- 23 octobre 1867-24 décembre 1870: John Hawkins Anderson (Libéral)
- 23 octobre 1867-18 octobre 1890: Thomas Dickson Archibald (Libéral-conservateur)
- 23 octobre 1867-1er février 1872: Caleb Rand Bill (Libéral-conservateur)
- 23 octobre 1867-21 janvier 1884: Jean Bourinot (Libéral-conservateur)
- 23 octobre 1867-14 juillet 1903: Robert Barry Dickey (Conservateur)
- 23 octobre 1867-3 juin 1876: John Holmes (Conservateur)
- 23 octobre 1867-11 avril 1876: Edward Kenny (Conservateur)
- 23 octobre 1867-12 décembre 1873: John Locke (Libéral)
- 23 octobre 1867-28 septembre 1870: Jonathan McCully (Libéral)
- 23 octobre 1867-23 février 1912: William Miller (Libéral-conservateur)
- 23 octobre 1867-28 septembre 1870: John William Ritchie (Conservateur)
- 23 octobre 1867-14 avril 1868: Benjamin Wier (Libéral)

## Ontario
- 23 octobre 1867-30 mai 1882: James Cox Aikins (Libéral-conservateur)
- 23 octobre 1867-24 juillet 1901: George William Allan (Conservateur)
- 23 octobre 1867-29 décembre 1867: Adam Johnston Fergusson Blair
- 23 octobre 1867-10 décembre 1873: Oliver Blake (Libéral)
- 23 octobre 1867-10 mai 1873: Asa Allworth Burnham (Conservateur)
- 23 octobre 1867-7 février 1887: Alexander Campbell (Conservateur)
- 23 octobre 1867-15 décembre 1880: David Christie (Libéral)
- 23 octobre 1867-4 juillet 1870: George Crawford (Conservateur)
- 23 octobre 1867-19 février 1884: Walter Hamilton Dickson (Conservateur)
- 23 octobre 1867-14 juin 1894: Billa Flint (Libéral)
- 23 octobre 1867-10 janvier 1882: John Hamilton (Conservateur)
- 23 octobre 1867-14 mai 1891: Elijah Leonard (Libéral)
- 23 octobre 1867-16 août 1896: David Lewis Macpherson (Conservateur)
- 23 octobre 1867-13 janvier 1873: Roderick Matheson (Conservateur)
- 23 octobre 1867-5 janvier 1871: Walter McCrea (Libéral)
- 23 octobre 1867-20 janvier 1879: Donald McDonald (Libéral)
- 23 octobre 1867-22 septembre 1887: William McMaster (Libéral)
- 23 octobre 1867-24 janvier 1874: Samuel Mills (Conservateur)
- 23 octobre 1867-1er janvier 1901: David Reesor (Libéral)
- 23 octobre 1867-31 janvier 1871: John Ross (Conservateur)
- 23 octobre 1867-23 mars 1880: Benjamin Seymour (Conservateur)
- 23 octobre 1867-6 février 1878: James Shaw (Conservateur)
- 23 octobre 1867-21 mars 1885: John Simpson (Libéral)
- 23 octobre 1867-20 janvier 1881: James Skead (Conservateur)

## Québec
- 23 octobre 1867-1er janvier 1903: Joseph François Armand (Conservateur)
- 23 octobre 1867 : Narcisse-Fortunat Belleau (Conservateur)
- 23 octobre 1867-1er janvier 1868: Joseph-Noël Bossé (Conservateur)
- 23 octobre 1867-7 février 1883: Jacques-Olivier Bureau (Libéral)
- 23 octobre 1867-19 juillet 1894: William Henry Chaffers (Libéral)
- 23 octobre 1867-7 mai 1887: Charles Cormier (Nationaliste libéral)
- 23 octobre 1867-7 janvier 1871: Antoine Juchereau Duchesnay (Conservateur)
- 23 octobre 1867-12 mai 1871: Henri Elzéar Jucherau Duchesnay (Conservateur)
- 23 octobre 1867-23 septembre 1882: Léandre Dumouchel (Conservateur)
- 23 octobre 1867-30 mai 1888: James Ferrier (Conservateur)
- 23 octobre 1867-1er janvier 1874: Asa Belknap Foster (Conservateur)
- 23 octobre 1867-14 juin 1896: Jean-Baptiste Guèvremont (Conservateur)
- 23 octobre 1867-1er mai 1887: John Hamilton (Conservateur)
- 23 octobre 1867-26 novembre 1878: Louis Lacoste (Conservateur)
- 23 octobre 1867-6 décembre 1873: James Leslie (Conservateur)
- 23 octobre 1867-15 décembre 1876: Luc Letellier de Saint-Just (Nationaliste libéral)
- 23 octobre 1867-9 novembre 1874: Charles-Christophe Malhiot (Libéral)
- 23 octobre 1867-8 septembre 1873: Louis Auguste Olivier (Libéral)
- 23 octobre 1867-22 août 1883: David Edward Price (Conservateur)
- 23 octobre 1867-1er octobre 1873: Louis Renaud (Conservateur)
- 23 octobre 1867-25 mai 1889: Thomas Ryan (Libéral-conservateur)
- 23 octobre 1867-1er octobre 1872: John Sewell Sanborn (Libéral)
- 23 octobre 1867-11 février 1873: Ulric-Joseph Tessier (Libéral)
- 23 octobre 1867-4 mai 1877: Charles Wilson (Conservateur)
- 2 novembre 1867-30 juin 1872: Joseph-Édouard Cauchon (Conservateur indépendant)